# Jota Trianguli Australis
Jota Trianguli Australis (ι Trianguli Australis förkortat Jota TrA, ι TrA) som är stjärnans Bayer-beteckning, är en dubbelstjärna i den mellersta delen av stjärnbilden Södra triangeln. Den har en kombinerad skenbar magnitud på 5,27 och är synlig för blotta ögat där ljusföroreningar ej förekommer. Baserat på parallaxmätning inom Hipparcosuppdraget på ca 25,8 mas, beräknas den befinna sig på ett avstånd av ca 127 ljusår (ca 39 parsek) från solen.

## Egenskaper
Primärstjärnan Jota Trianguli Australis A är en gul till vit underjättestjärna av spektralklass F4 IV. Den har en massa som är ca 1,4 gånger solens massa, en radie som är ca 2,3 gånger solens och utsänder från dess fotosfär ca 9,7 gånger mer energi än solen vid en effektiv temperatur på ca 7 000 K.
Jota Trianguli Australis är en dubbelsidig spektroskopisk dubbelstjärna med en omloppsperiod på 39,88 dygn och en excentricitet på 0,25, och en pulserande variabel av Gamma Doradus-typ (GDOR). Den varierar mellan fotografisk magnitud +5,3 och 5,42 med en period av 1,4556 dygn. Till konstellationen räknas även en visuell följeslagare av magnitud 9,42, separerad med 16,2 bågsekunder från primärstjärnan.